# Albin Roussin
Albin Reine Roussin (Digione, 21 aprile 1781 – Parigi, 21 febbraio 1854) è stato un ammiraglio e senatore francese, veterano delle guerre napoleoniche, si distinse successivamente in Brasile (1828) e Portogallo (1831). Membro del Consiglio dell'ammiragliato dal 1824, membro dell'Accademia francese delle scienze (1830), prefetto marittimo di Brest (1831), membro del Bureau des longitudes (11 gennaio 1832), pari di Francia (11 ottobre 1832) e ambasciatore a Costantinopoli (ottobre 1832). Due volte Ministro della Marina e delle Colonie (4 aprile-19 maggio 1834; 1 marzo-29 ottobre 1840), divenne Senatore del Secondo Impero il 26 gennaio 1852. Ammiraglio di Francia, fu insignito della Gran croce della Legion d'onore e della Croce di Commendatore dell'Ordine di San Luigi.

## Biografia

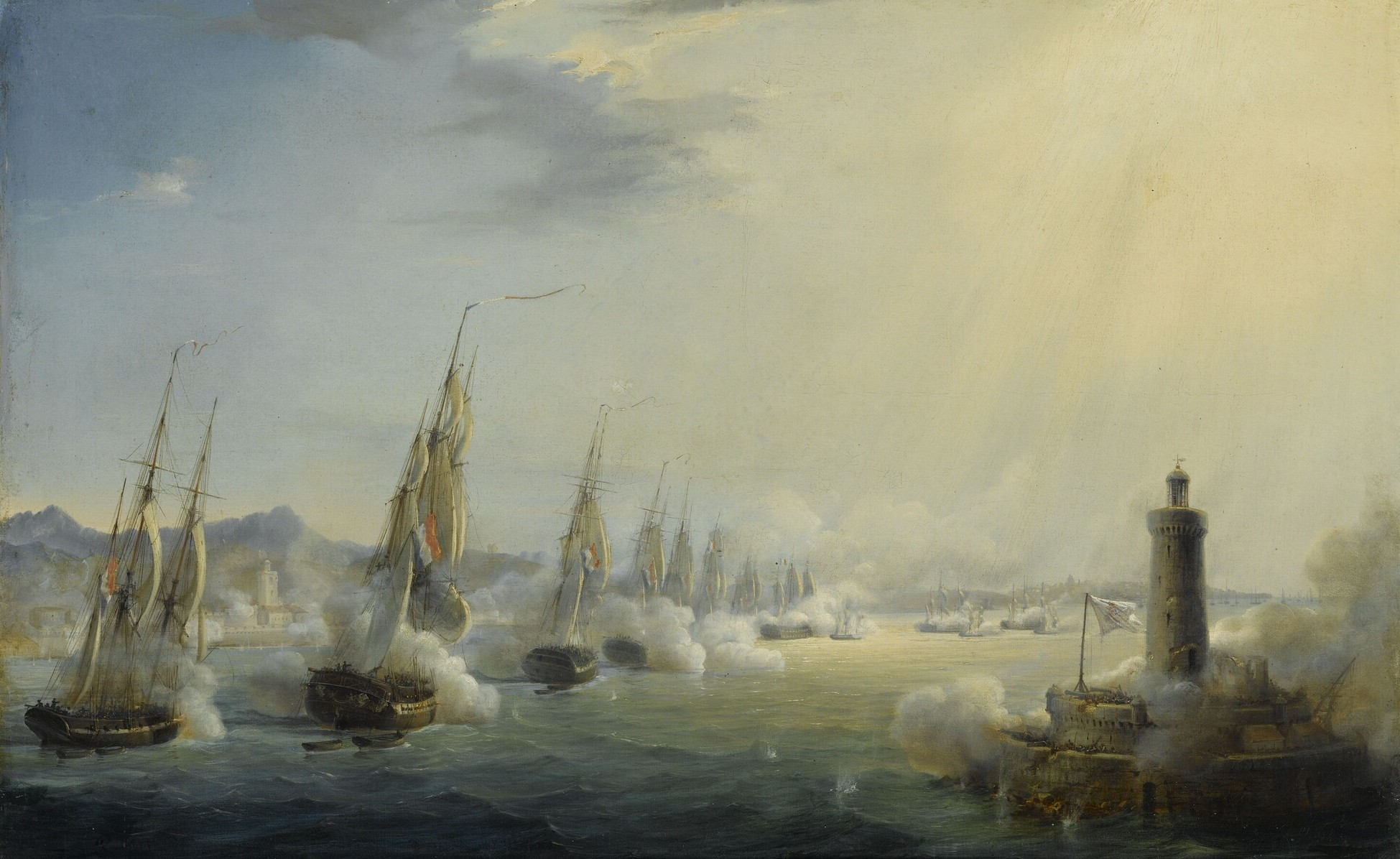
La squadra francese comandata dall'ammiraglio Roussin forza l'entrata del Tago, 11 luglio 1831.

Nacque a Digione il 21 aprile 1781, figlio di Edme Roussin, avvocato al Parlamento di Borgogne, e di Hélène Masson. All'età di tredici anni, per salvare il padre sospettato di essere un aristocratico, si imbarcò come mozzo nel dicembre 1793, sulla batteria galleggiante La République assegnata alla difesa della rada di Dunkerque. Qualche mese più tardi fu assegnato, come novizio, alla cannoniera La Chiffonne, impiegata nella scorta ai convogli nelle Fiandre. Nell'agosto 1794 si imbarcò come marinaio timoniere sulla fregata Le Tortu, e, nei ventotto mesi passati su questa fregata, effettuò una campagna in Norvegia, una a Santo Domingo e diverse crociere nei mari d'Europa. 
Nel dicembre 1796, non avendo potuto raggiungere questa fregata già in navigazione, partecipò alla spedizione in Irlanda a bordo del vascello Trajan. Al suo ritorno a Brest, passò qualche mese sul Fouine, partecipando al duro combattimento sostenuto dalla nave contro un corsaro di Guernsey, il 4 giugno 1797, al largo della costa di Plouméjou. Ritornò quindi in famiglia per prepararsi agli esami in seguito ai quali divenne guardiamarina di prima classe (1801) e si imbarcò come secondo sulla cannoniera Mars, da dove passò al comando della Mentor (flottiglia della Manica).
Nel 1802 effettuò una campagna in Martinica sulla corvetta Torche, passando, al ritorno, sulla Sémillante, una fregata che combatté cinque battaglie nei mari dell'India. Promosso tenente nel 1807, sulla costa di Sumatra, con una barca armata di 22 uomini, conquistò sette bastimenti, di cui due armati con 26 cannoni che furono incendiati.
Nel maggio 1808 divenne secondo in comando sulla corvetta Iéna, armata con 14 carronate da 18 libbre, che il 28 ottobre dello stesso anno incontrò la fregata britannica Modeste da 44 cannoni. La Iéna sostenne un combattimento notturno di due ore e mezza a portata di fucile e ammainò la bandiera solo dopo essere stata completamente disalberata ed aver imbarcato molta acqua. Fatto prigioniero di guerra ritornò all'île de France in seguito ad uno scambio di prigionieri, e l'11 gennaio 1810 si imbarcò sulla Minerve, come secondo capitano. Il 3 luglio seguente questa fregata sostenne un combattimento contro tre vascelli della compagnia britannica delle Indie Orientali, il Ceylan, il Windham e l'Assell. All'apparizione delle prime vele appartenenti alla fregata francese Bellone, le tre navi britanniche ammainarono la bandiera. Il 20, 22 e 23 agosto 1810 la Minerve prese parte attiva a un combattimento contro le fregate britanniche Syrius, Magicienne, Néréide e Iphigénie alla battaglia di Grand Port.
Assunto il comando della Minerve a causa delle ferite riportate da Bouvet de Maisonneuve e poi prese il comando della Néréide, una delle fregate catturate. Al termine di queste battaglie, fu nominato capitano di fregata a titolo provvisorio dal governatore dell'île de France; il Ministro della Marina lo confermò in questo grado e gli conferì la Croce di Cavaliere della Legion d'onore.
Incluso nella capitolazione dell'Île dell'France nel 1810, sbarcò a Morlaix nel marzo 1811 e fu presentato all'Imperatore che gli diede un lusinghiero benvenuto. Nell'ottobre 1811 fu nominato comandante della fregata Corée; riuscì a lasciare Le Havre, nonostante la vigilanza degli inglesi, il 16 dicembre; effettuando la sua crociera a circa 20 leghe da Capo Lizard, catturò cinque navi in questa area, inclusa una corvetta da 18 cannoni. Si recò quindi a Lisbona con l'intenzione di intercettare la corrispondenza tra questa città e il Regno Unito. Riuscì a sfuggire all'inseguimento di due fregate che navigavano in queste zone. Durante la crociera tra Madeira e le Isole Canarie, catturò sei navi. Il 28 febbraio 1813 riportò a Brest 396 prigionieri, dopo aver causato agli inglesi danni stimati in 5 milioni di franchi. Nel 1814 fu incaricato di condurre 360 membri feriti della guardia imperiale russa a Riga. Durante questa campagna fu promosso capitano di vascello e divenne cavaliere dell'Ordine di San Luigi e cavaliere dell'Ordine di San Vladimiro.
Nel 1815, venendo a conoscenza dello sbarco di Napoleone I a Golfe-Juan, sulla costa Azzurra chiese di prestare giuramento ai Borboni, cosa avvenuta il 14 marzo. Tuttavia, durante i Cento Giorni, accettò il comando delle federazioni della marina nel porto di Brest. Alla Seconda Restaurazione fu destituito e privato del grado e della pensione. Ma la protezione del nuovo Ministro della Marina, il visconte Dubouchage, che aveva per lui una stima particolare, lo fece reintegrare in servizio quasi subito.
Nel dicembre 1816 fu incaricato di esplorare le coste occidentali dell'Africa; corresse la posizione del banco d'Arguin su cui aveva appena fatto naufragio la fregata Méduse, a circa 420 leghe dalla costa. Fu nominato ufficiale della Legion d'onore.
Nel 1819 esplorò le coste del Brasile, riconobbe e descrisse l'arcipelago delle Abrolhos e la vendetta di Manoel-Luiz, un pericoloso reef, e circa 900 leghe delle coste orientali dell'America. Luigi XVIII lo creò barone nell'ottobre 1820, e l'imperatore del Brasile Pietro I lo nominò ufficiale dell'Ordine imperiale della Croce del Sud.
Nel 1821 fu nominato comandante della fregata Amazone e della stazione navale sulla costa del Sud America. Durante questa campagna,  fu promosso al grado di contrammiraglio il 17 agosto 1822.
Nel giugno 1824, a Brest, assunse il comando di una divisione dello squadra navale del viceammiraglio Guy-Victor Duperré, che manovrò per tre mesi nell'oceano Atlantico e nel Mediterraneo. Nel 1824 fu nominato membro del Consiglio dell'ammiragliato e, nel 1825, commendatore della Legion d'onore. Nel 1826 decise di creare una nave scuola a Brest, la Orion. Tra il 1825 e il 1826 assunse anche il comando della stazione navale delle Antille prima di essere sostituito dal viceammiraglio Duperré.
Nel 1828 prese il comando di uno squadra di nove navi da guerra, destinato ad agire contro il Brasile per ottenere dal governo di Dom Pedro un risarcimento per i danni causati ai cittadini francesi durante l'assedio di Buenos Aires. Il 5 luglio 1828 arrivò davanti a Rio de Janeiro, entrò nel porto e collocò le sue navi davanti alla città a 100 metri dal molo. In meno di otto giorni fu concluso un trattato che, accogliendo le richieste della Francia, ripristinò le relazioni amichevoli che precedentemente esistevano tra i due paesi. Per il successo della sua missione fu ricompensato con il titolo di gentiluomo onorario di camera del re Carlo X e, al suo ritorno in Francia, con la Croce di Commendatore dell'Ordine di San Luigi.
Il 25 gennaio 1830 l'Accademia francese delle scienze lo ammise come membro della sezione di geografia e navigazione, in sostituzione del contrammiraglio de Rossel.
Egli aveva criticato la spedizione di Algeri (1830) come marinaio, ma quando fu presa la decisione di effettuarla, chiese di farne parte, favore che non gli fu concesso. Dopo la rivoluzione di luglio si unì a Luigi Filippo di Francia, fu chiamato nel riorganizzato Consiglio dell'ammiragliato e nominato direttore del personale presso il Ministero della Marina (31 agosto 1830).
Responsabile, nel luglio 1831, di ottenere riparazioni alla Francia da Dom Miguel, che rifiutò di riconoscere la monarchia di luglio, forzò l'ingresso nel Tago con uno squadra composta da sei navi di linea, tre fregate, una corvetta, due brigantini e un avviso. La squadra ancorò sulle banchine di Lisbona, davanti al palazzo del governo. Sconfitto con la forza, il governo del Portogallo cedette e accettò tutte le richieste della Francia.
Come ricompensa per questa missione il 26 luglio 1831 fu promosso viceammiraglio, e poi nominato prefetto marittimo di Brest (17 settembre), membro del Bureau des longitudes (11 gennaio 1832), pari di Francia (11 ottobre 1832) e ambasciatore a Costantinopoli (ottobre 1832). Il 4 aprile 1834, il re gli offrì il portafoglio della Marina ma, impegnato a negoziare una nuova tariffa doganale con la Sublime Porta, rifiutò questa promozione.
Nel 1836 tornò in Francia in licenza e prese parte ai lavori della Camera dei Pari nel 1837, quando la rottura tra il Sultano e Mehmet Ali lo richiamò a Costantinopoli. Commise l'errore di sostenere la nota collettiva delle cinque potenze diretta contro il viceré d'Egitto, che aveva le simpatie della Francia, e fu richiamato a Parigi il 18 settembre 1839.
Segretario della Camera dei Pari al suo ritorno, divenne Ministro della Marina il 1º marzo 1840 nel secondo ministero Thiers. Lasciò l'incarico di Ministro il 29 ottobre 1840. Durante la sua amministrazione, e nonostante l'imminente guerra con il Regno Unito, istituì un servizio di linea a vapore per i collegamenti transatlantici.
Promosso ammiraglio il 30 ottobre 1840, riprese il suo posto alla Camera dei Pari dove si distinse per il suo costante sostegno al ministero della marina. Anche François Guizot lo scelse nuovamente come Ministro della Marina il 7 febbraio 1843, nel terzo 
ministero Soult. Il suo stato di salute lo costrinse a dimettersi il 23 luglio. Si ritirò nel Midì e smise di presenziare alle sedute della Camera alta.
Aderendo, dopo la rivoluzione del 1848, alla politica del principe Luigi Napoleone Bonaparte, entrò di diritto, in qualità di ammiraglio, nel Senato del Secondo Impero il 26 gennaio 1852.

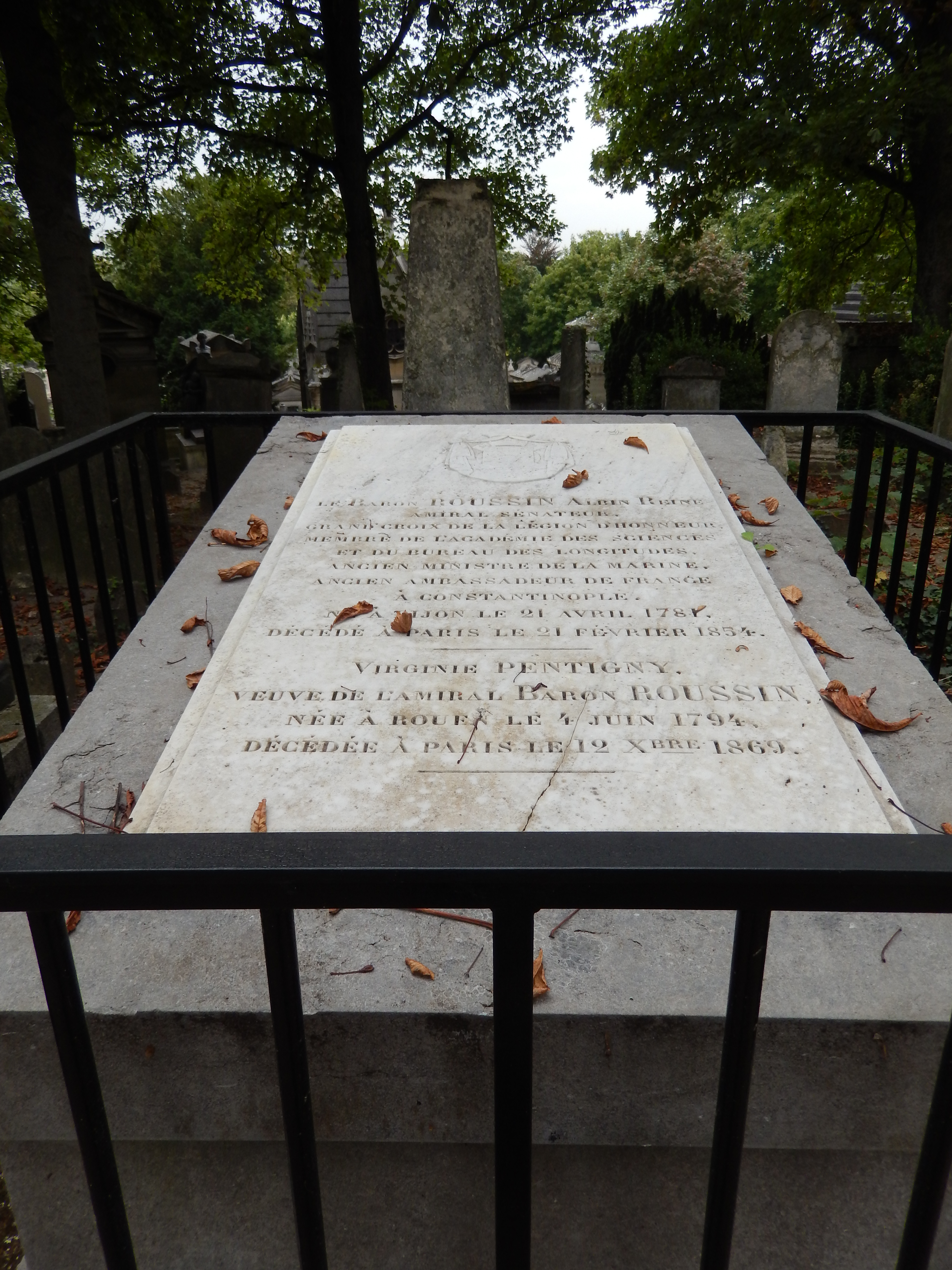
Tomba del barone Albin Reine Roussin nel cimitero del Père-Lachaise, settore 25.

Morì a Parigi il 21 febbraio 1854 e fu sepolto nel cimitero del Père-Lachaise. Era il padre di Albert Edmond Louis Roussin (1821-1896), vice ammiraglio, sottosegretario di Stato per la Marina e le Colonie nel gabinetto di Jules Simon e ministro di breve durata nel gabinetto guidato dal generale Gaëtan de Rochebouët nel 1877.

## Pubblicazioni
- Mémoire sur la navigation aux côtes occidentales d'Afrique depuis le cap Bojador jusqu'au mont Souzos, Paris, Imprimerie royale, 1819.
- Réflexions sur l'éducation des élèves de la marine royale, Paris, Imprimerie. De Mme Huzard, 1826.
- Le Pilote du Brésil, ou Description des côtes de l'Amérique méridionale… Cartes et plans de ces côtes et instructions pour naviguer dans les mers du Brésil, composé sur les documents recueillis dans la campagne hydrographique… Exécutée en 1819 et 1820 sur la corvette la Bayadère et le brig le Favori, Paris, Imprimerie royale, 1826-1827.[9]
- Extraits des mémoires inédits d'un vieux marin, Paris, Impr. de Firmin-Didot frères, 1848.

### Fonti
1. ↑  Three Decks.
2. 1 2 3  Mullié 1852, p. 514.
3. ↑  Ecole Navale.
4. 1 2 3 4 5 6 7 8 9 10 11 12  Robert, Cougny, Bourtolon 1889-1891, p. 210.
5. 1 2 3 4 5 6 7 8 9 10 11 12 13 14  Levot 1866, p. 464.
6. 1 2 3 4 5 6 7 8 9 10 11 12 13 14 15 16 17  Mullié 1852, p. 515.
7. 1 2 3 4 5 6 7 8 9 10 11 12 13 14 15  Levot 1866, p. 465.
8. 1 2 3 4 5 6 7 8 9 10 11 12 13 14 15 16  Mullié 1852, p. 516.
9. 1 2  Levot 1866, p. 466.